# Mathieu de Lorraine
Mathieu de Lorraine (* vor 1178; † 1217) war ein lothringischer Adeliger und Bischof von Toul.

## Leben
Mathieu war ein Sohn von Herzog Friedrich von Bitsch und Ludmilla von Polen († 1223). Damit war er ein Bruder von Herzog Friedrich II. von Lothringen. Schon früh für die kirchliche Laufbahn bestimmt, wurde ihm 1178 als Präbende ein Kanonikat an der Stiftskirche von Saint-Dié übertragen, einige Monate später eine ähnliche Pfründe an der Kirche von Toul. Im Jahr 1188 wurde er sowohl Erzdiakon von Toul als auch Propst von Saint-Dié. Im Juni dieses Jahres regelte er die Rechte des Propstes und der Kanoniker dieser Gemeinde. Im Jahr 1193 unterzeichnete er als Erzdiakon und Propst eine Urkunde von Eudes de Vaudémont, dem Bischof von Toul. Er wird am Ende vieler ähnlicher Dokumente genannt und siegelt im Januar 1198 eine Urkunde seines Onkels Herzog Simon II. Als Ende desselben Jahres Eudes de Vaudémont starb, wurde Mathieu de Lorraine zum Bischof von Toul erwählt.
Er beurkundete daher zahlreiche Akte im Zusammenhang mit der Verwaltung seines Bistums. Zwischen 1199 und 1201 bestätigte er den Besitz mehrerer Klöster. In diesen Dokumenten bezeichnet er sich selbst als gewählten Bischof (episcopus electus). Während dieser Zeit veruntreute er die ihm aufgrund seines Amtes anvertrauten Güter und wurde daher um 1207 abgesetzt. Er zog sich nach Saint-Dié in ein Haus zurück, das er aus den Steinen einer verfallenen Kirche hatte bauen lassen. Dieses lag zwischen den beiden Hauptkirchen des Stifts. Mathieu nutzte das Einkommen seiner Propstei, um ein anstoßerregendes Leben zu führen. So lebte er mit der Tochter zusammen, die aus seiner Affäre mit einer Nonne aus der Abtei von Épinal hervorgegangen war.
Er nahm eine Truppe von Schwertkämpfern in seinen Dienst, die auf Handstreiche und Raub spezialisiert waren. Herzog Friedrich II., sein Bruder, vertrieb ihn und machte sein Haus dem Erdboden gleich. Der Herzog zwang ihn wenig später, seinen Zufluchtsort außerhalb von Saint-Dié zu verlassen. Mehrere Jahre lang wanderte Mathieu mit seinen Gefährten im Elsass von Burg zu Burg. Von Zeit zu Zeit kehrte er nach Saint-Dié zurück, um die Einnahmen seiner Propstei einzufordern. Als er erfuhr, dass sein Nachfolger als Bischof von Toul Renaud de Senlis in die Vogesen kommen sollte, schien es ihm an der Zeit, diesen verschwinden zu lassen. Am 3. oder am 10. April 1217 gerieten der Bischof und sein Gefolge in den Hinterhalt, den Mathieu ihnen in der Nähe des Dorfes La Bourgonce an der Straße zur Abtei von Autrey gestellt hatte. Sie wurden vor seinen Augen von den gedungenen Banditen ermordet. Ihr Besitz wurde geplündert und zur Burg Bildstein gebracht. Thiébaut, Herzog von Lothringen, machte sich sofort auf die Suche nach seinem Onkel. Er traf ihn in der Nähe von Nompatelize unweit der Abtei Étival. Thiébaut stellte sich gegenüber den Bitten seines Onkels taub und tötete ihn mit einem Speer.